# Louis Doyen
 (mars 2012).
Si vous disposez d'ouvrages ou d'articles de référence ou si vous connaissez des sites web de qualité traitant du thème abordé ici, merci de compléter l'article en donnant les références utiles à sa vérifiabilité et en les liant à la section « Notes et références ».
Pour les articles homonymes, voir Doyen.
Louis Doyen, né le 22 novembre 1922 à Lyon et mort le 8 octobre 2016 dans la même ville, est un industriel français. Il est PDG de la société Thimonnier, initialement constructeur de machines à coudre depuis 1830, puis de machines d'emballages souples. Sa petite-fille Sylvie Guinard dirige depuis 2009 l'entreprise familiale Thimonnier (qu'elle a reprise en 2013) et son fils Patrick Doyen dirige depuis 2014 Thimonnier Participations.
Ingénieur de l'École centrale Paris, il remplace, en 1947, l'aiguille de la machine à coudre par une roue reliée à un générateur de haute fréquence pour souder les plastiques. 
Il est l'inventeur du conditionnement d’eau de Javel en berlingots PVC en 1952. Cette trouvaille préfigure la mise au point en 1963 du concept Doypack, sachet tenant debout (DOYen PACKaging). 
Louis Doyen est détenteur de plusieurs brevets dans le domaine de l'emballage. En 1998, il obtient avec sa société un Oscar de l’emballage de l'Institut français de l'emballage et du conditionnement pour un sachet souple pour yaourt.